# Erato (label)
Pour les articles homonymes, voir Érato (homonymie).
Erato est un label discographique français, basé à Paris. Fondé en 1953, il est spécialisé dans la musique classique, et est au centre de la vie musicale française du genre durant toute la seconde moitié du XXe siècle, faisant travailler les plus grands musiciens de l'époque, et stimulant la création. 
Il disparaît en 2001, mais le label est réutilisé depuis 2013 à la suite de la fusion Warner/EMI.

## Histoire

### Création
Erato, qui porte le nom de la muse grecque de la poésie lyrique (bien que l'initiale choisie pour le logo soit un sigma et non un E), est créée en janvier 1953 par Philippe Loury, petit-gendre (mari de la petite-fille) de Georges Costallat, avec l’enregistrement d’une œuvre alors totalement inconnue à l'époque, le Te Deum H 146 de Marc-Antoine Charpentier.
Pensant rééditer ce succès, Philippe Loury engage un jeune étudiant, Michel Garcin, pour produire d'autres enregistrements d'œuvres inconnues du grand public. Mais les moyens financiers étant minimes, Michel Garcin propose en juin 1953 à un camarade de conservatoire Jean-François Paillard d'enregistrer des œuvres françaises du XVIIIe siècle avec le petit ensemble qu'il vient de former.
Le résultat stylistique est une révélation pour le monde des mélomanes. Jean-François Paillard est invité à produire deux autres enregistrements au cours de cette même année 1953, l'un avec son premier violon, Huguette Fernandez, et l'autre avec un jeune trompettiste étudiant au conservatoire, un certain Maurice André. L'année suivante, c'est la jeune Marie-Claire Alain qui enregistre des œuvres inédites de J.-S. Bach : la firme s'installe rapidement parmi les producteurs de renom.

### Âge d'or
Michel Garcin s’attelle à bâtir rapidement un catalogue profondément original, centré sur la musique baroque et la musique française, un répertoire délaissé par les autres compagnies de l'époque. L'engagement d'artistes exceptionnels, tels Maurice André, Marie-Claire Alain, Jean-Pierre Rampal, Pierre Pierlot, Lily Laskine, Paul Hongne et quelques autres, permet à la firme de gagner une audience bientôt internationale.
Dix ans après la création de la firme, Erato est la maison qui possède le catalogue le plus fourni de l'époque baroque, enregistrant nombre d'œuvres de musique de chambre (avec le Quintette à vent français, l'Ensemble baroque de Paris ou le duo Rampal/Veyron-Lacroix), des intégrales pour orgue (J. S. Bach par Marie-Claire Alain), pour clavecin (avec Suzana Ruzickova et Robert Veyron-Lacroix) une multitude de concertos allemands (Bach, Telemann…), italiens (Vivaldi, Torelli…) ou français avec Jean-François Paillard, ou d'œuvres vocales avec Fritz Werner et Stéphane Caillat.
Au milieu des années 1960, l'engagement du Suisse Michel Corboz et de l'Italien Claudio Scimone permet à Erato de gagner en notoriété dans les domaines de la musique vocale, surtout sacrée, avec Charpentier (un grand nombre de première mondiales), Monteverdi et de la musique italienne, surtout Vivaldi. Ces œuvres sont interprétées sur instruments modernes.
La musique contemporaine française est la deuxième priorité de la firme. On doit à Michel Garcin d'avoir soutenu la création contemporaine, en enregistrant, souvent en première mondiale, les œuvres de Francis Poulenc, Olivier Messiaen, Maurice Duruflé ou Henri Dutilleux. Aucune maison de disques n'a autant fait pour la musique française du XXe siècle.
Il est nécessaire de rappeler ici le rôle national de la firme. Les musiciens français ont été constamment encouragés par Michel Garcin au cours de cette première décennie, permettant entre autres aux vents français (avec Maurice André, Georges Barboteu, Jean-Pierre Rampal, Pierre Pierlot, Jacques Lancelot et Paul Hongne) de faire connaître une façon de jouer, et de faire apprécier les sonorités purement françaises qui seront rapidement admirées en Europe, aux États-Unis et au Japon.
L'enregistrement des Concertos brandebourgeois de Jean-Sébastien Bach pour le 20e anniversaire de la firme en 1973 marque l'apogée de l'entreprise. Le chef Jean-François Paillard s'est adjoint toutes les vedettes Erato pour cet enregistrement : M. André, P. Pierlot, J. Chambon, P. Hongne, J.-P. Rampal, A. Marion, G. Jarry, B. Fonteny. La critique unanime a laissé peu de place aux autres versions : c'est encore à ce jour, la version la plus vendue dans l'histoire du disque. Après 1975, l'arrivée d'une nouvelle génération d'artistes de pointures moindres et l'orientation dans la production d'opéra très coûteuse vont fragiliser la firme en termes financiers. L'atermoiement autour du mouvement baroqueux ne facilite pas non plus le renouveau d'Erato qui voit ses ventes plafonner.

### Déclin et fermeture
La décennie suivante se révèle très éprouvante pour la firme, avec le départ de Philippe Loury en 1980, et en dépit de l’explosion du CD. Sous l’impulsion de son nouveau dirigeant, Daniel Toscan du Plantier, puis de Frédéric Sichler, Erato décide de réorienter l'activité éditrice en cherchant à concurrencer les grands labels internationaux sur leur propre terrain, celui des coûteuses productions de prestige. En vain. Quelques réussites artistiques incontestables, mais trop rares, n’empêchent pas le déclin, d'autant qu'elle précipite le départ des virtuoses qui portaient financièrement la maison, dont Jean-François Paillard, Maurice André et Jean-Pierre Rampal. La part d'Erato sur le marché français enregistre alors une baisse spectaculaire, passant de 13 % du marché du disque classique en 1975 à 8 % en 1990. Les difficultés financières (qui imposent la réduction de la voilure dès 1984 en limitant le nombre des enregistrements à 45 par an), conjuguées à la concentration en marche dans l’industrie du disque, font perdre son indépendance à Erato, qui entre en 1992 dans le giron de Warner Music. À cette date, le chiffre d'affaires de la firme n'est plus que de 60 millions de francs, contre 71 quatre ans plus tôt.
Quelques belles productions avec Scott Ross, Marc Minkowski, William Christie, John Eliot Gardiner ou Ton Koopman, ainsi que Susan Graham, José Cura, Nikolaï Luganski ou encore Hélène Grimaud, ne suffisent pas à sauver l'entreprise. En 2001, Warner doit se résoudre à fermer la maison. Erato aura produit 2 560 enregistrements.

### Retour
Concomitamment au déclin d'Erato, une autre aventure discographique émerge, à partir de la fin des années 1990, sous l’impulsion d’Alain Lanceron : le label Virgin Classics, qui conjugue l’esprit d’un indépendant et les moyens d’une major, devient alors une des success-story du disque classique des années 2000. Natalie Dessay, Philippe Jaroussky, Renaud Capuçon et Gautier Capuçon, ou plus récemment Alexandre Tharaud et Christina Pluhar, en deviennent les fleurons.
Lorsqu’en 2013, Warner Music se porte acquéreur du catalogue Virgin Classics (mais non de la marque), la décision est prise de relancer le label Erato à Paris, accompagnée de la signature de nouveaux artistes : Bertrand Chamayou, Sabine Devieilhe et Edgar Moreau.
En 2022, plusieurs artistes français ou étrangers enregistrent en exclusivité pour Erato : Piotr Anderszewski, Bertrand Chamayou, Artemis Quartet, Gautier Capuçon, Renaud Capuçon, Diana Damrau, Natalie Dessay, Sabine Devieilhe, Joyce DiDonato, le Quatuor Ébène, David Fray, Emmanuelle Haïm, Philippe Jaroussky, Edgar Moreau, Christina Pluhar, Jean Rondeau, Nathalie Stutzmann, Alexandre Tharaud.

## Catalogue historique
Le catalogue Erato s'est, dès l'origine, construit sur la musique baroque, avec une spécialisation en musique française. Il n'est guère de pièces de compositeurs français des XVIIe et XVIIIe siècles enregistrées aujourd'hui, qui ne le furent pas un jour sur le catalogue Erato. J.-S. Bach et Vivaldi furent d'autre part particulièrement servis, tant dans les œuvres concertantes et de musique de chambre que dans les œuvres vocales.
De nombreuses œuvres ont été gravées trois, quatre, voire cinq fois. Citons :
- Le Te Deum H 146 de Marc-Antoine Charpentier : 4 fois, avec Louis Martini, 1953, 1963, Michel Corboz, 1979 et Louis Devos, 1989 (Premier enregistrement sur instruments anciens).
- L'intégrale des œuvres pour orgue de J. S. Bach : 3 fois (M.-Cl. Alain)
- Les Passions de J.-S. Bach : trois fois (F. Werner, M. Corboz, T. Koopman)
- Les suites pour orchestre de J.-S. Bach : 4 fois, 6 fois pour la 2e (J.-F. Paillard trois fois, et cinq fois pour la 2e, J.E. Gardiner)
- Les concertos brandebourgeois de J.-S. Bach : 4 fois (K. Redel 2 fois, J.-F. Paillard, T. Koopman)
- L'intégrale des concertos pour orgue de Haendel : 3 fois (M.-Cl. Alain/J.-F. Paillard 2 fois, T. Koopman)
- Les quatre saisons de Vivaldi : six fois (K. Redel, J.-F. Paillard 3 fois, Cl. Scimone 2 fois)
- L'adagio d'Albinoni : cinq fois (J.-F. Paillard 3 fois, K. Ristenpart, Cl. Scimone)

Les talents qui ont offert leurs services à Erato ont été particulièrement nombreux et une fidélité s'est instaurée avec quelques virtuoses ou chefs d'orchestre les plus en vue. Les trois musiciens qui ont le plus enregistré chez Erato sont les trois premiers qui ont été embauchés par la firme en 1953-1954 : Jean-François Paillard, Marie-Claire Alain et Maurice André.
Jean-François Paillard a enregistré 234 disques entre 1953 et 1984. Marie-Claire Alain a enregistré elle aussi 234 disques entre 1954 et 2000. Maurice André a enregistré 168 disques entre 1953 et 1982.
Les artistes ayant enregistré entre 100 et 150 albums (ou participé à) sont : Jean-Pierre Rampal, Philippe Pierlot, et Claudio Scimone. Les artistes ayant enregistré entre 75 et 99 albums (ou participé à) sont : Michel Corboz, Robert Veyron-Lacroix, Armin Jordan, et Ton Koopman.
Le disque Erato qui s'est le plus vendu est un disque d'œuvres de Mozart (concerto pour flûte et harpe et concerto pour clarinette) par Jean-Pierre Rampal, Lily Laskine, Jacques Lancelot et Jean-François Paillard. Le deuxième disque Erato qui s'est le plus vendu est le disque Pachelbel/Fasch (canon et concerto pour trompette) par Maurice André et Jean-François Paillard.